# Bartholomeus I van Constantinopel

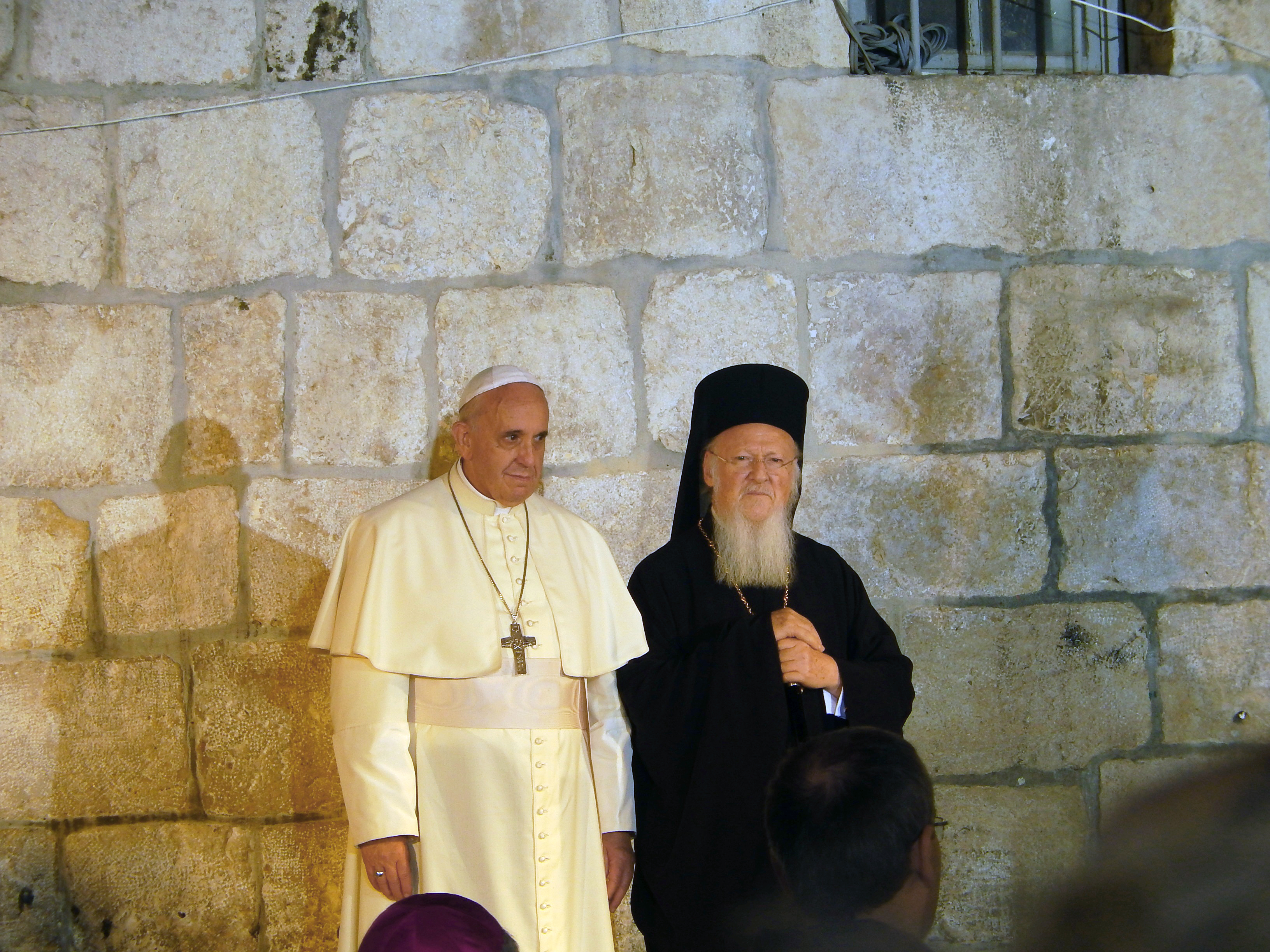
Bartholomeus met paus Franciscus in de Heilig Grafkerk in Jeruzalem

Bartholomeus I van Constantinopel (Grieks: Οἰκουμενικός Πατριάρχης Βαρθολομαῖος ο Α', Turks: Patrik I. Bartholomeos), geboren als Demetrios Archontonis (Grieks: Δημήτριος Αρχοντώνης) (Agios Theodoros (Imbros), 29 februari 1940) is een Turks geestelijke en Oecumenisch Patriarch van de Oosters-orthodoxe Kerk.

## Jeugd
Demetrios Archontonis is de zoon van Christus en Merope Archontonis. Hij bezit de Turkse nationaliteit en behoort tot de Griekse gemeenschap in Istanboel.
Demetrios Archontonis ging naar de basisschool in het naburige Imbros en deed zijn vervolgopleiding in het beroemde Zoögrafisch Lyceum in Istanboel. Kort daarna studeerde hij theologie aan het Patriarchisch Theologisch Seminarie van Halki. In 1961 studeerde hij hier cum laude af, waarna hij direct gewijd werd en de naam Bartholomeus aannam.
Bartholomeus deed zijn militaire dienstplicht tussen 1961 en 1963 in het Turkse leger als reserveofficier. Tussen 1963 en 1968 studeerde hij aan het Pontificaal Oriëntaals Instituut in Rome, aan het Oecumenisch Instituut van Bossey in Zwitserland, en aan de Ludwig Maximilians Universiteit in München. In 1968 werd hij hoogleraar aan de Pontificale Gregoriaanse Universiteit in Rome.

## Priester, metropoliet en patriarch
Na zijn terugkeer in Istanboel in 1968 ging Bartholomeus aan de slag in het Patriarchische Theologische Seminarie van Halki, waar hij in 1969 door patriarch Athenagoras I van Constantinopel tot priester werd gewijd.
Toen Dimitrios I van Constantinopel in 1972 patriarch werd en het patriarchale kantoor instelde, werd Bartholomeus directeur van dit orgaan. Tijdens de kerst van 1973 werd Bartholomeus metropoliet van Philadelphië en bleef dat tot hij in 1990 metropoliet werd van Chalcedon. Vanaf maart 1974 tot zijn verkiezing als patriarch was hij eveneens lid van de Heilige Synode.
Op 2 november 1991 werd Bartholomeus gekozen als aartsbisschop van Constantinopel en Oecumenisch Patriarch; hij werd hierdoor de primus inter pares van de Oosters-orthodoxe Kerk.
Als patriarch is Bartholomeus vooral bezig geweest met het heropbouwen van de Oosters-orthodoxe Kerk, die voor de val van het communisme vervolgd werd. Ook is hij bezorgd over het milieu, wat hem de bijnaam De Groene Patriarch opleverde. Hij is eveneens bezig met toenadering te zoeken tot de Rooms-Katholieke Kerk, getuige het bezoek van Benedictus XVI aan Istanboel in 2006 en de aanwezigheid van Bartholomeus I bij de inauguratie van paus Franciscus in 2013. In 2013 drong hij bij de Turkse autoriteiten opnieuw aan om het theologisch seminarie van Halki te heropenen, dat door de Turkse autoriteiten in 1971 werd gesloten.

## De "Groene" Patriarch
Bartholomeus staat bekend als een van de voornaamste leiders van de milieubeweging. Al Gore heeft hem zelfs de Groene Patriarch genoemd. Bartholomeus gaat ervan uit dat na de breuk tussen wetenschap en godsdienst mensen de natuur steeds meer zien als een vreemd lichaam. Dat heeft geleid tot de overexploitatie van de natuurbronnen en de mens heeft zich vervreemd van zijn oorspronkelijke roeping om voor de natuur te zorgen als Gods rentmeester. De redding van onze planeet is voor Bartholomeus bij uitstek een moreel vraagstuk en niet alleen technologisch.

## Bezoek aan de Benelux
In 1969 besliste het Oecumenisch Patriarchaat van Constantinopel tot de oprichting van het orthodoxe aartsbisdom voor Nederland, België en Luxemburg.
Om het gouden jubileum van deze stichting te herdenken bracht Bartholomeus van 8 tot 14 november 2019 een officieel bezoek aan de Beneluxlanden. Hij werd in audiëntie ontvangen door koning Willem Alexander (8 november), koning Filip (12 november) en groothertog Jan (14 november). Hij ontmoette ook vertegenwoordigers van de Nederlandse en Belgische politieke wereld.
Hij ging voor in diensten gehouden in de orthodoxe kerken in Zaandam, Rotterdam, Brussel, Brugge en Weiler-la-Tour. In Brugge had hij ook een bijeenkomst met de studenten van het Europacollege.

## Onderscheidingen
2012: Four Freedoms Award voor godsdienstvrijheid
Bisschoppen van Byzantium:

Andreas de Apostel · Stachys de Apostel · Onesimus · Polycarpus I · Plutarchus · Sedecion · Diogenes · Eleutherius · Felix · Polycarpus II · Athenodorus · Euzoïs · Laurentius · Alypius · Pertinax · Olympianus · Marcus I · Filadelfus · Cyriacus I · Castinus · Eugenius I · Titus · Dometius · Rufinus I · Probus · Metrofanes · Alexander

Bisschoppen en aartsbisschoppen van Constantinopel:

Paulus I · Eusebius van Nicomedië · Paulus I · Macedonius I · Paulus I · Macedonius I · Eudoxius van Antiochië · Demofilus · Euagrius · Maximus ·  Gregorius I van Nazianze

Patriarchen van Constantinopel:

Nectarius · Johannes I · Arsacius van Tarsus · Atticus · Sisinnius I · Nestorius · Maximianus · Proclus · Flabianus · Anatolius · Gennadius I · Acacius · Fravitta · Eufemius · Macedonius II · Timotheus I · Johannes II van Cappadocië · Epifanius · Anthimus I · Mennas · Eutychius · Johannes III Scholasticus · Johannes IV Nesteutes · Cyriacus · Thomas I · Sergius I · Pyrrus I · Paulus II · Petrus · Thomas II · Johannes V · Constantijn I · Theodorus I · Georgius I · Paulus III · Callinicus I · Cyrus · Johannes VI · Germanus I · Anastasius · Constantijn II · Nicetas · Paulus IV · Sint Tarasius · Niceforus I · Theodotus I van Cassiteras · Antonius I · Johannes VII Grammaticus · Methodius I · Ignatius I · Photius I · Stefanus I · Antonius II Kauleas · Nicolaas I Mysticus · Euthymius I Syncellus · Stefanus II van Amasea · Tryfon · Theofylactus · Polyeuctus · Basilius I Skamandrenus · Antonius III Studites · Nicolaas II Chrysoberges · Sisinnius II · Sergius II · Eustathius · Alexius I Studites · Michaël I · Constantijn III Lichoudas · Johannes VIII Xifilinus · Cosmas I · Eustathius Garidas · Nicolaas III Grammaticus · Johannes IX Agapetus · Leo Styppes · Michaël II Kurkuas · Cosmas II Atticus · Nicolaas IV Muzalon · Theodotus II · Neofytus I · Constantijn IV Chliarenus · Lucas Chrysoberges · Michaël III van Anchialus · Chariton · Theodosius I Borradiotes · Basilius II Carnaterus · Nicetas II Muntanes · Leontius Theotokites · Dositheus · Georgius II Xifilinus · Johannes X Camaterus · Michaël IV Autoreianus · Theodorus II Eirenicus · Maximus II · Manuel I Charitopoulos · Germanus II · Methodius II ·  Manuel II ·  Arsenius Autoreianus · Niceforus II · Germanus III · Jozef I Galesiotes · Johannes XI Bekkos · Gregorius II Cyprius · Athanasius I · Johannes XII · Nefon I · Johannes XIII Glykys · Gerasimus I · Jesaias · Johannes XIV Kalekas · Isidorus I · Calixtus I · Filotheus Kokkinos · Macarius · Neilus Kerameus · Antonius IV · Calixtus II Xanothopoulos · Mattheus I · Euthymius II · Jozef II · Metrofanes II · Gregorius III Mammas · Athanasius II · Gennadius II · Isidorus II Xanthopoulos · Sofronius I Syropoulos · Joasaf I · Marcus II Xylokaraves · Simeon I van Trebizonde · Dionysius I · Rafaël I · Maximus III Manasses · Nefon II · Maximus IV · Joachim I · Pachomius I · Theoleptus I · Jeremias I · Joannicus I · Dionysius II · Joasaf II · Metrofanes III · Jeremias II · Pachomius II · Theoleptus II · Mattheus II · Elias I · Theofanes I Karykes · Meletius I Pegas · Neofytus II · Rafaël II · Timotheus II · Cyrillus I Lucaris · Gregorius IV van Amasea · Anthimus II · Cyrillus II Kontares · Athanasius III Patelaros · Neofytus III van Nicea · Parthenius I · Parthenius II · Joannicus II · Cyrillus III · Parthenius III · Gabriël II · Parthenius IV · Theofanes II · Dionysius III · Clemens · Methodius III · Dionysius IV Muselimes · Gerasimus II · Athanasius IV · Jakobus · Callinicus II · Neofytus IV · Gabriël III · Neofytus V · Cyprianus I · Athanasius V · Cyrillus IV · Cosmas III · Jeremias III · Paisius II · Serafeim I · Neofytus VI · Cyrillus V · Callinicus III · Serafeim II · Joannicus III · Samuel I Chatzeres · Meletius II · Theodosius II · Sofronius II · Gabriël IV · Procopius I · Neofytus VII · Gerasimus III · Gregorius V · Callinicus IV · Jeremias IV · Cyrillus VI · Eugenius II · Anthimus III · Chrysanthus I · Agathangelus I · Constantius I · Constantius II · Gregorius VI · Anthimus IV · Anthimus V · Germanus IV · Meletius III · Anthimus VI · Cyrillus VII · Joachim II · Sofronius III · Joachim III · Joachim IV · Dionysius V · Neofytus VIII · Anthimus VII · Constantijn V · Germanus V · Meletius IV · Gregorius VII · Constantijn VI · Basilius III · Photius II · Benjamin I · Maximus V · Athenagoras I · Dimitrios I · Bartholomeus I